# Der Traum von Asgard
Der Traum von Asgard ist das 1983 erschienene zweite Elektronic-Album des ostdeutschen Komponisten, Pianisten und Sängers Reinhard Lakomy.

## Album
Es erschien 1983 auf dem Label Amiga des VEB Deutsche Schallplatten Berlin auf Schallplatte und Kassette. Es war eines der ersten Elektronikalben der DDR. Die Gesamtlänge beträgt rund 42 Minuten.
Auf CD erschien es unter dem Namen Reinhard Lakomy Electronics zusammen mit dem Vorgängeralbum Das geheime Leben.

## Titelliste
Zu hören sind auf der Platte fünf Titel:
1. Der Traum von Asgard     11:45
2. Die gotischen Narren     9:20
3. Möglichkeit einer Ouvertüre     3:27
4. Orakel     6:04
5. Sodom     11:32